# Disposición de ruedas
En el ámbito de los ferrocarriles se denomina disposición de ruedas al sistema mediante el cual se clasifica el conjunto de los grupos de ruedas de una locomotora por tipo, posición y conexiones. Existen varios tipos de clasificaciones para describir las disposiciones de las ruedas, su uso depende de cada país. En un país dado se pueden utilizar distintos términos para distintos tipos de locomotoras, tales como de vapor, eléctrica y diésel.

En los Estados Unidos, el Reino Unido e Irlanda, suele emplearse la notación Whyte para locomotoras a vapor. La práctica británica utiliza una denominación simplificada de la notación UIC para diésel y eléctricas. En Estados Unidos se usa el esquema de disposición de ruedas AAR para diésel y eléctricas.
En el continente europeo, en general se utiliza el esquema de la clasificación UIC, aunque con algunas excepciones. En Francia, España y Portugal la clasificación UIC se aplica para las diésel y eléctricas, mientras que para las locomotoras a vapor se usa un esquema similar a la notación Whyte, pero contando ejes en lugar de ruedas.
En las épocas de los trenes a vapor, la disposición de las ruedas era un atributo importante de una locomotora, porque existían muchos tipos de ellas, cada una optimizada para un uso distinto. Las locomotoras eléctricas y diésel modernas son más uniformes por lo general, con todos sus ejes dotados de tracción.

## Principales esquemas de notación
- Clasificación AAR - Utilizada principalmente en Estados Unidos y Canadá.
- Clasificación UIC - Utilizada en el Reino Unido para locomotoras diésel y eléctricas, en el continente europeo para todo tipo de locomotoras, incluidas las de vapor.
- Notación Whyte - Utilizada para locomotoras de empuje y locomotoras de vapor en el Reino Unido y Estados Unidos
- Clasificación de locomotoras francesa
- Clasificación de locomotoras turca
- Clasificación de locomotoras suiza